# (73311) 2002 JX77
(73311) 2002 JX77 – planetoida z pasa głównego asteroid okrążająca Słońce w ciągu 3,47 lat w średniej odległości 2,29 j.a. Odkrycia dokonano 11 maja 2002 roku.